# Tesla model X
Tesla model iks je prvi električni krosover kompanije Tesla. Prototip ovog modela predstavljen je u Los Anđelesu 9. februara 2012. godine, dok su prve isporuke počele već avgusta 2015. godine.

## Dizajn
Predstavljanjem prototipa, 2012. najavljeno je da će model iks pozadi imati vrata koja se otvaraju nagore (Mask ih je nazvao "falcon-wing doors", a u istoriji automobilizma poznata su pod imenom "gullwing" - galebova krila), za njihovo otvaranje potrebno je svega 30 cm prostora sa strane, a senzori smešteni u njima mogu otkriti i ako su ograničena visinom te prilagoditi otvaranje tome (npr. u garažama). Teslin model iks sadrži i Tesla auto-pilot. Ovaj model takođe sadrži i specijalne senzor koji vide kroz metal. Tesla motors je saopštio da model iks spada u najsigurniji, najbrži i najsposobniji SUV u istoriji. Poseduje akumulator od 100kWh i dometa od 507km za jedno punjenje. Teslin automobil predstavlja kombinaciju klasičnog krosover vozila i minivena, pa je položaj vozača i putnika nešto viši u odnosu na limuzinu, uz dovoljno prostora između njihovih glava i krova. Model iks ima mesta za 6 ili 7 osoba, u tri reda sedišta, u konfiguracijama 2+2+2 ili 2+3+2. Sedišta u drugom redu pomeraju su električnim putem napred-nazad, nezavisno jedno od drugog, čime se ujedno olakšava ulazak putnika na sedišta u trećem redu.
Unutrašnjost modela iks, sa ogromnim ekranom od 17 inča na centralnoj konzoli preko koga se obavljaju sva podešavanja u vozilu, podseća na kokpit modela S. Luksuzan je i vazduh koji će putnici udisati, zahvaljujući deset puta većim i kvalitetnijim filterima HEPA u odnosu na standardne automobile, postoji dugme bio-hazard uz pomoć koje se aktivira filtriranje kontaminiranog industrijskog vazduhau sa minimalnim brojem bakterija. Ova opcija kod modela iks veoma je popularna u gradovima sa visokom stopom smoga. Automobil je opremljen vazdušnim sistemom oslanjanja, kao i bezbednosnom tehnologijom automatskog kočenja u slučaju opasnosti od sudara.

## Specifikacije
Model iks teži za oko 8% više od Tesla modela S. Sadrži dve litijum-jonske baterije. Baterija Modela Iks dugi domet sa jednim punjenjem može da pređe 507 km. Dok performans model, ima neznatno manju autonomiju u vožnji - 487 km. Krosover ima pogon od dva elektromotora. Teslin SUV dobija pogon od dva elektromotora. Prednji raspolaže sa 259KS, dok zadnji razvija 503KS. Stoga je ukupni obrtni moment čak 967 Nm. Svaki od motora prenosi snagu na odgovarajuću osovinu, čime se postiže pogon na sva 4 točka. Ukupni kombinovani obrtni moment dostiže za 967 Nm. Ubrzanje koje ovaj automobil ima u rasponu od 0 do 100km/h je za 2,9 sekundi za performans model, sto je prema Ilonu Masku najbrži krosover na svetu. Model Iks dugi domet iz stanja mirovanja do brzine od 100 km/h stiže za 4,6 s. Maksimalna brzina oba modela je 250 km/h sa 967Nm obrtnog momenta. Tesla model iks će biti dostupan u nekoliko motornih verzija, a verzija sa najjačim električnim motorom će biti u stanju da proizvede snagu od 762 konjske snage. Cena ovog modela varira, u zavisnosti od motora i opreme, od $84990 do $124990.

## Baterija
Baterije model iks su smeštene u podu što snižava težište, ali i ojačava konstrukciju automobila što prema navodima proizvođača čini ovo vozilo otpornijim na bočne udare.
| Model | Godina proizvodnje | Efikasnost goriva | Efikasnost goriva grad | Efikasnost gorivaautoput | Troškovi putovanja na 40 | Fodišnji troškovi() |
| ----- | ------------------ | ----------------- | ---------------------- | ------------------------ | ------------------------ | ------------------- |
| AWD 90D(90kWh)     | 2016               | 92; 21kWh/100km              | 90; 23kWh/100km             | 94; 20kWh/100 km                     |                          |                     |
|       | 2016               | 89;               | 89;                    | 90; 24kWh/100 km                     |                          |                     |

## Tehnički podaci
1. Motor: Tečno hlađeni, trofazni asinhroni četvoropolni elektromotor
2. Snaga: 762 KS od 5.000 do 6.700
3. Obrtni moment: 600 Nm od 0,5 do 100
4. Baterija: Litijum-jonska, 100kWh
5. Pogon: 4x4
6. Menjač: Automatski
7. Ubrzanje 0-100: 2,9
8. Najveća brzina: 250
9. Domet: 487
10. Potrošnja goriva: ekvivalentna 2,4 l/100
11. Garancija na bateriju: 8 godina
12. Dužina: 5037 mm
13. Širina: 2070 mm
14. Visina : 1626 mm
15. Međuosovinski razmak: 2.959 mm
16. Težina: 2500
17. Prtljažnik: 744,7 – 1.645
18. Cena: $84.990 (najjeftinija verzija)

## Galerija
- Pogled spreda na dizajn prototipa za model iks prikazan na otvaranju prodavnice u gradu Palo Alto.
- Vrata kod Tesla iks, poznatija kao lastina krila .
- Zadnje sedište prototipa
- Unutrašnji deo
- Zadnji deo Tesla model iks na sajmu u Detroitu
- Tesla model iks 2015 Consumer Electronics Show
- Prototip model iks u Consumer Electronics Show 2015
- Tesla model iks u CNIT la Défense na javnom prezentovanju 3. novembra 2016.

## Spoljašnje veze
- Testiranje Tesla iks
- Zvanični sajt Tesla motorsa